# Leo Hansen

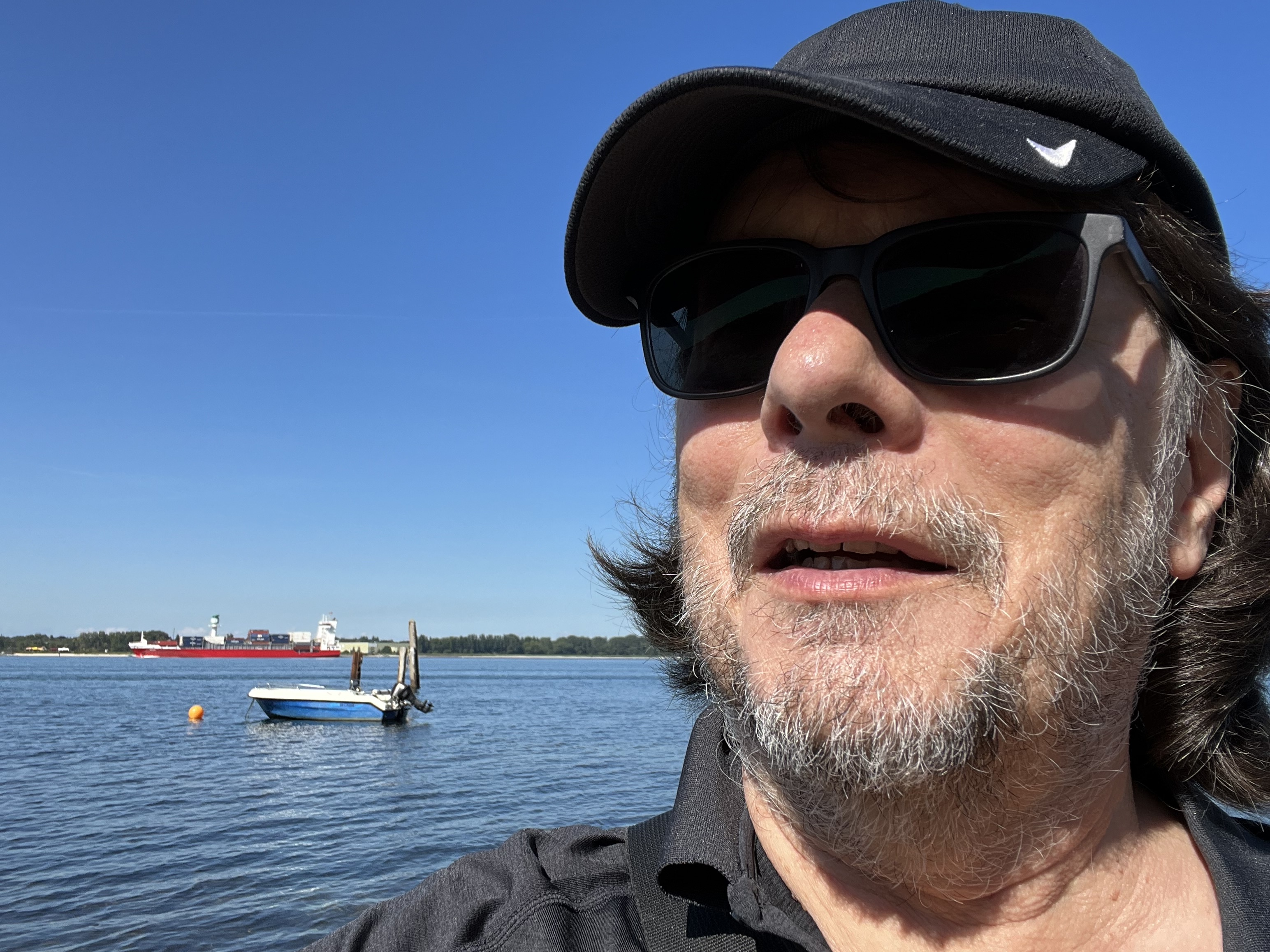
Autorenfoto am Meer

Leo Hansen (* 1954 in Köln) ist ein deutscher Schriftsteller, Literaturveranstalter und Pädagoge.

## Biografie
Hansen lebt seit seinem 6ten Lebensjahr mit einigen Unterbrechungen in Hamburg. Er studierte Pädagogik, Psychologie und Soziologie.
Er arbeitete bei den Landesmedienanstalten in Hamburg und Thüringen. Anschließend war er als Lehrer in zwei Berufskollegs tätig.
Er schrieb medienpädagogische Fachartikel und schreibt seit 2019 Kriminalromane und Kurzgeschichten.
Von 2022 bis 2024 war Festivalleiter des Ostsee-Krimifestivals.
Er ist Mitglied im Syndikat, Krimikartell und Writer's room Hamburg e.V.

## Veröffentlichungen

### Kriminalromane
- Alsternacht, Emons Verlag, Köln 2022, ISBN 978-3-7408-1539-4
- Alsterschatten, Emons Verlag, Köln 2023, ISBN 978-3-7408-1915-6
- Alstergrab, Emons Verlag, Köln 2024, ISBN 978-3-7408-2249-1
- Napoli am Ostseestrand, Ellert & Richter Verlag, Hamburg 2025, ISBN 978-3-8319-0878-3

### Kurzgeschichten
- Tee.Matcha.Mord. HarperCollins, Hamburg 2023, hrsg. von Franziska Henze und Anke Küpper. Darin die Geschichte „Teekesselchen“. ISBN 978-3-365-00446-3
- Pickert, Pölter und Pistolen, KBV Verlag, Hillesheim 2024, hrsg. von Heike Rommel und Meike Messal. Darin die Geschichte: "Der Kommissar und die Prinzessin". ISBN 978-3-95441-684-4
- Meer Mord, Ellert & Richter Verlag, Hamburg 2024, hrsg. von Manfred Ertel. Darin die Geschichte: "Fische versenkt". ISBN 978-3-8319-0862-2
- Freiheit des Wortes, Kulturmaschinen Verlag, Ochsenfurt 2024, hrsg. von Reimer Boy Eilers und Ester Kaufmann. Darin die Geschichte "Bamm". ISBN 978-3-96763-325-2

### Weiteres
- Faszination Hören[9] (Co-Autor: Gerd Manzke), Votum Verlag, Münster 1998, ISBN 978-3-930405-82-4
- Handbuch Medien: Offene Kanäle,  Bundeszentrale für politische Bildung, Bonn 1997, hrsg. von Ulrich Kamp (Hg), Darin: Palaver im öffentlichen Raum (Co Autor: Ulf Krautmacher) ISBN 3-89331-303-6
- Hexen und Monster im Kinderzimmer[10] (Co-Autor: Gerd Manzke), Rolland Verlag, Remscheid 1993, ISBN 978-3-923128-20-4